# Лопес Очоа, Мануэль
Мануэль Лопес Очоа (исп. Manuel López Ochoa) (7 июля 1933, Торно-Ларго, Табаско, Мексика — 25 октября 2011, Ориндж, Калифорния, США) — мексиканский актёр, певец, радио-диктор, радиоведущий и телеведущий.

## Биография
Родился 7 июля 1933 года в небольшом городке Торно Ларго, Сентро, Табаско, Мексика в семье Мануэля Лопеса Эррериаса и Карлоты Очоа Рике. Будущий актёр являлся единственным ребёнком у своих родителей. В восемь лет остался без отца. С раннего возраста ему приходилось доить коров, работать в поле, сеять кукурузу и выполнять другие работы на ранчо своей матери. К сожалению, из-за просроченных банковских процентов всё имущество матери будущего актёра было продано с аукциона.
Начиная с 1944 года он стал ответственным за семью, состоящую из бабушки по материнской линии, матери и двух нянек, и переехал в Вильяэрмосу, столицу штата Табаско, где при поддержке семьи и друзей устроился на работу швейцаром. Также работал продавцом на дом в магазине обычных товаров.
В 1954 году, однажды, прогуливаясь по улице Саенс, когда создавалась радиостанция XEVT, первая коммерческая радиостанция в Табаско, он встретил менеджера Альдо Эроса Манчини, который предложил ему работу носильщиком в офисе радиостанции. Позже он повысил  его до продавца рекламы, транслируя некоторые рекламные объявления. Поскольку любому, кто вел передачу из радиобудки, требовалась лицензия на вещание, они учились подать заявку на соответствующий экзамен в Секретариате (Министерстве) коммуникаций и общественных работ, который они сдавали в Мехико для получения соответствующего документа.
Его пребывание в мексиканской столице совпало со слиянием первых трех телевизионных каналов, которые с 1955 года стали известны как Telesistema Mexicano. Новые средства связи привлекли его внимание и произвели на него глубокое впечатление. Он вернулся в Вильяэрмосу, чтобы  работать диктором на радиостанции XEVT, набираясь опыта работы перед микрофоном. Через пару лет, благодаря достигнутым сбережениям и безоговорочной поддержке матери, он снова переехал в Мехико с желанием стать телеведущим, что было немалым подвигом, в то время это требовало постоянной учебы и памяти, а также ёмкость, не только своих парламентов, но и культуры в целом, поскольку каждое выступление перед камерой транслировалось в прямом эфире и напрямую, лишь некоторые программы снимались в кинескоп (пленочная камера, прикрепленная к монитору) в качестве памяти для телестанции и последующих исследование участвующих сторон.
Прошли долгие месяцы, прежде чем Эмилио Аскаррага Мильмо поддержал его, чтобы он стал частью команды дикторов, среди которых были: Серхио Борегар, Умберто Дж. Тамайо, Леон Мишель, Хенаро Морено, Анхель Фернандес, Педро Феррис Санта Крус, Эдуардо Шарпенель и другие. Это, в частности, немногие, все уже обучены новой среде. Вместе с ними будущий актёр и певец совершенствовал свой стиль, изменял свой региональный акцент, модулировал свой голос, внешний вид перед камерой и добился своего первого успеха, он рекламировал: зубную пасту «Колгейт», ставшей имиджем бренда для рекламной кампании «Улыбка Колгейта». , помимо других рекламных роликов , таких как рубашки из нового магазина «Ауррера», новые модели автомобилей, газированные напитки и всё, что назначила радиостанция (описание новостей, интервью с личностями, дистанционное управление). Благодаря усилиям и самоотверженности он получил диплом лучшего диктора 1958 года, а также стал самым молодым и самым популярным диктором, что позволило ему провести первую программу рок-н-ролла в Мексике: «Рок 7:30» под руководством продюсера и режиссера Хуана «Эль Гальо» Кальдерона, музыкальная тема которого была написана и исполнена братьями Кастро. Также на ТВ вёл различные развлекательные и новостные телепередачи.
Во время перерывов в радиоэфирах и телеэфирах, он играл на гитаре, напевая фрагменты песен, и его услышал актер Хорхе «Че» Рейес, который попросил его спеть песню «La Malagueña», особенностью которого является использование техника фальцета, надолго выводящая ноту за пределы естественного регистра певца. Это исполнение привело будущего актёра на интервью с великим кинопродюсером Хесусом Гровасом, который дал ему возможность начать карьеру актера, спонсируемого Антонио Агиларом и Флором Сильвестром, в фильме «Вот твой любовник». С такой интерпретацией ему удалось войти в золотой век мексиканского кино и сняться в 57 фильмах и телесериалах в  Мексике, Перу, Пуэрто-Рико и США.
Начиная с 1960-х годов XX века он начал активную деятельность, выступая в качестве актёра и певца, надевая костюм «Чарро» и шляпу. В 1975 году он принял участие как театральный актёр, сыграв в музыкальном спектакле «Анита в тире».
Для радио он написал радио-сериал на XEW: «Красный Чучо», сыгравший Хесуса Арриагу, щедрого бандита, который, согласно легенде, украл у богатых, чтобы раздать бедным. Он шёл одиннадцать лет с необычайным успехом как в Мексике, так и в Латинской Америке. Позже он снялся в одноимённом телесериале и в той же роли, а также в фильмовых сиквелах, где актёр сыграл в этой же роли.
Он возвратился на телевидение, на этот раз в качестве актера и исполнителя музыки ранчера, участвуя в мыльных операх и музыкальных эстрадных программах Всегда в воскресенье и Тапатианские ночи, а также лично выступая в костюме чарро, неся мексиканскую музыку по всей Мексике. также в США, Пуэрто-Рико, Венесуэлу, Эквадор, Боливию и Перу. В полнометражных художественных фильмах играл в жанрах: вестерн и драма.
Он никогда не мечтал и не желал стать актером или певцом, но такова была его судьба. Родившийся на ранчо и переживший очень тяжелое детство, его настойчивость в поисках самосовершенствования привела его на вершину индустрии развлечений. Если его спросили: «Каково это быть известным актером?», он ответил естественно: «Я всего лишь работник по изготовлению объективов и микрофонов, у которого есть честь быть узнаваемым».
Он работал на радио и телевидении в Лос-Анджелесе, где он жил после ухода из актёрского мастерства, с 1990-х годов по момент смерти.
Скончался 25 октября 2011 года в Ориндже от воспаления лимфатических узлов.

## Память
После смерти Мануэля Лопеса Очоа вышли три музыкальных альбома с его песнями: Corrido de Chucho el Roto (обновлённая версия на CD-дисках, 2013), Frente a Frente (2014) и Peerless 80 Aniversario - 24 Rancheras (2014).

## Личная жизнь
- Мануэль Лопес Очоа был женат дважды, от обоих жён у актёра имелись семеро детей — Гильермо, Даниэль, Карла, Клаудио, Моника, Селия и Хосе Мануэль.

## Фильмография

### Телесериалы
- 1964 — Грозовой перевал
- 1968 — Красный Чучо — Хесус Арреага.
- 1970 — Чёрные ангелы — Хуан Карлос Флорес.
- 1980-81 — Соледад — Гильермо.
- 1982 — Искорка — Хосе.
- 1986 — Марионетка — Франсиско Мальен.
- 1987 — Путь к славе — Плутархо Элиас Сальес.
- 1989-90 — Просто Мария — Федерико Рейес (дубл. Владислав Ковальков)
- 1990 — В собственном теле — Пачеко (последняя работа в кино)

### Фильмы
- 1963 —
  - В старой Калифорнии — Диего, Господин Губернатор.
  - Вот твой любовник — Пепе.
  - Гуляки
  - Два счастливых ястреба — Мартин.
  - Как приятно любить
  - Калифорния Брэйвс
  - Коготь леопарда — Мануэль Аранга.
- 1964 — 
  - Братья Барраган — Педро Барраган.
  - Два невинных бабника — Мартин (продолжение фильма Два счастливых ястреба)
  - Они говорят нам о неприкасаемых
  - Тень чёрной руки
- 1965 —
  - Печаль забирает нас
  - Последний картридж — Капитан Астусия
  - Три черепа — Рауль Прадо.
- 1966 —
  - Альма Гранде
  - Быстрый триггер — Мануэль Диас.
  - Пакт крови
  - Скоростной триггер в проклятых — Гатильо Велес.
  - Три греха
  - Я устал просить
- 1967 —
  - Бандиты — Вальдес.
  - Скрытая страсть
  - Я пойду по твоим стопам
- 1968 —
  - Бегство непослушного сына
  - Гостиницы
  - Любитель латиноамериканской кухни в Акапулько
  - Рабыня желания
- 1969 — Дверь и жена мясника — Хуан Рамиирес.
- 1970 — 
  - Жизнь Красного Чучо — Хесус Арреага.
  - Квелит — Агапито Рентерия.
  - Пятый двор — Рамон.
  - Чёрные ангелы — Хуан Карлос Флорес.
  - Я Красный Чучо — Хесус Арреага.
- 1971 — Незабываемый Красный Чучо — Хесус Арреага.
- 1972 — 
  - Мне нужно съесть эту опунцию
  - Отец наш, сущий на земле — Хорхе Ривас.
  - Средние волосы — Гуадалупе Марсиаль.
- 1980 — Эй, Чиуауа, не сдавайся!
- 1981 — Гнедая лошадь
- 1982 — Друзья Росенды
- 1983 — Охота на торговцев людьми
- 1989 — Два вида женской заботы

## Дискография

### Canta (музыкальный альбом)[3]
- Alitas rotas
- Dios te hizo para mí
- El bizco
- El solitario
- Haciendo chuza
- La mula arisca
- Las mujeres van al cielo
- Mi cariñito dorado
- Paloma enamorada
- Suerte te dé Dios

### Corrido De Chucho El Roto (музыкальный альбом, 1969; переиздан на CD-дисках в 2013 году)[4]
- Amigos De Mi Pobreza
- Angelitos Negros
- Camino Del Puente
- Corrido de Chucho El Roto
- Dame Un Poco
- El Pastor
- Flor Silvestre
- Ironia
- La Mitad De Mi Orgulo
- La Pesadilla
- Me Hice Amigo De Tu Amigo
- Volveras Por Mi